# Хазанов, Анатолий Михайлович
Анато́лий Миха́йлович Хаза́нов (род. 23 мая 1932, Благовещенск) — советский и российский историк, специалист по истории португалоязычных стран мира. Доктор исторических наук, профессор. 

## Биография
Родился в 1932 году в Благовещенске в семье служащего. Вскоре семья переехала в Ярославль, где А. М. Хазанов жил до окончания средней школы. В 1950 году он поступил на исторический факультет МГУ, а в 1955 был зачислен в аспирантуру МГУ на кафедре новой и новейшей истории.
Один из первых специалистов по историческим проблемам португалистики. В 1958 году защитил кандидатскую (тема: «Освободительные движения в Бразилии в колониальный период 1661—1792 гг. (К вопросу о предпосылках борьбы за независимость)», научный руководитель — академик А. А. Губер), а в 1972 году — докторскую (тема: «Формирование португальского колониализма (Политика Португалии и сопротивление африканских народов в XVI—XVIII вв.)») диссертации. С 1958 г. работает в Институте востоковедения Академии наук. С 1978 года — заведующий сектором, а с 1990 — заведующий Отделом комплексных проблем международных отношений в этом институте. C 2006 года — заместитель главного редактора журнала «Дипломатическая и консульская служба» и член редакционного совета журнала «Международная экономика».
Автор исторических очерков и разделов о политических партиях и профсоюзах Анголы, Гвинеи-Бисау, Кабо-Верде и исторического очерка о Мозамбике в двухтомном энциклопедическом справочнике «Африка», один из авторов справочника о Гвинее-Бисау и статей об Анголе и Кабо-Верде в двухтомной энциклопедии «Африка».
Профессор (1990), автор более 200 научных трудов, в том числе 12 монографий.